# Syspira analytica
Syspira analytica är en spindelart som beskrevs av Chamberlin 1924. Syspira analytica ingår i släktet Syspira och familjen sporrspindlar. Inga underarter finns listade i Catalogue of Life.